# Рёблинг, Джон
Джон Рёблинг (нем. Johann August Röbling, англ. John Augustus Roebling; 12 июня 1806, Мюльхаузен — 22 июля 1869, Нью-Йорк) — американский изобретатель и инженер-мостостроитель прусского происхождения. Получил общее и профильное образование на территории современной Германии, затем эмигрировал в США, где поначалу основал немецкоязычное поселение и занялся сельским хозяйством. Спустя несколько лет вернулся к профессии инженера; работал в компаниях, связанных со строительством и обслуживанием каналов и железных дорог. Изобрёл проволочный кабель, с помощью которого перетягивали лодки из одного водоёма в другой.
Используя новую технологию, переключился на строительство висячих мостов — сначала небольших акведуков, а затем транспортных и железнодорожных. Вершиной карьеры стало проектирование Бруклинского моста — самого длинного и по многом параметрам революционного на тот момент сооружения подвесной конструкции.
Разработал гибридную конструктивную систему, состоящую из трёх основных элементов — криволинейных подвесных кабелей, диагональных вантовых опор и ферм жёсткости. Хотя Рёблинг не был первым проектировщиком мостов, использовавшим какую-либо из этих систем, его работы уникальны тем, что он успешно объединил все три системы. Именно сочетание этих элементов позволило мостам Рёблинга стать самыми длинными пролётами в мире и преодолеть многие существовавшие на тот момент проблемы гибкости.

## Биография

### Детские и юношеские годы
Йохан Рёблинг родился 12 июня 1806 года в старинном прусском городе Мюльхаузене. Отец Кристоф Поликарпус Рёблинг (Christoph Polycarpus Röbling) владел небольшим табачным магазином. Мать Фридерика Доротея Рёблинг (Friederike Dorothea Röbling, в девичестве Мюллер — Müller) воспитывала пять детей, младшим из которых стал Йохан. Она была женщиной довольно энергичной и стремилась дать детям достойное образование. Когда Йохану исполнилось 15 лет, она определила его на курсы доктора математических наук Эфраима Унгера (Ephraim Saloman Unger) в Эрфурте, где юноша проучился три года. Помимо точных наук профессор познакомил Рёблинга с «Энциклопедией философских наук» Георга Фридриха Гегеля, которая произвела на него сильное впечатление.
По завершении курса Рёблинг получил сертификат топографа (нем. Feldmesser), что позволило ему продолжить обучение в Берлинской академии архитектуры, где он в 1824—1825 годах прослушал лекции по общей и городской архитектуре, высшей математике, физике, химии, минералогии, черчению и гражданскому строительству, в частности строительству дорог, каналов, плотин и мостов. Уже знакомый с работами Гегеля, он одновременно записался на его курсы логики и метафизики, которые философ читал пять раз в неделю. Согласно ряду источников, Гегель назвал Рёблинга одним из своих лучших учеников и натолкнул на мысль о переезде в Америку, назвав её «землёй надежды».

### После окончания учёбы

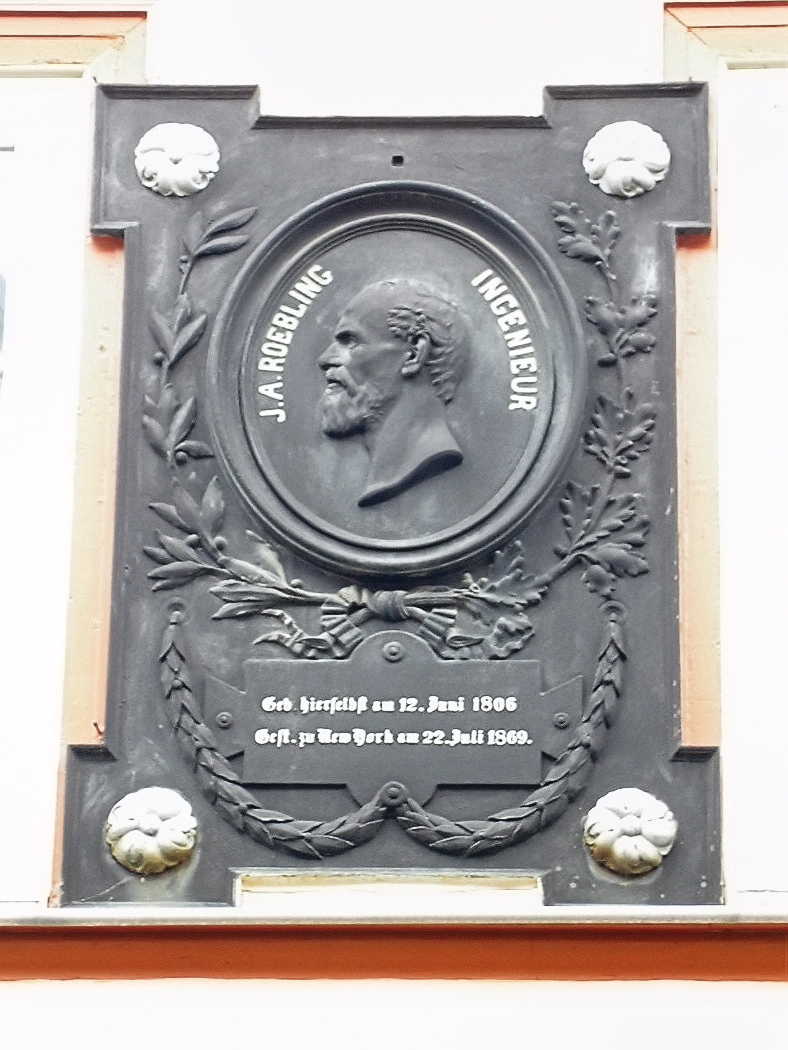
Плита в Мюльхаузене в память о Рёблинге

Закончив обучение, Рёблинг с 1825 по 1828 год работал в Прусском департаменте строительства, расширял сеть военных дорог в провинции Арнсберг, в Вестфалии (к работе на госслужбе обязывали прусские законы). Параллельно с этим Йохан готовился к сдаче экзамена на получение звания мастера-строителя (нем. Baumeister), которое позволяло занять более высокую государственную должность. Сохранившаяся переписка с преподавателем Йоханом Дитляйном показывает, что Рёблинг проявлял интерес к возведению висячих мостов, собирал информацию о них. По всей видимости, с целью подготовки к экзамену Рёблинг в 1830 году посетил баварский город Бамберг, где изучил только что построенный висячий цепной мост через реку Регниц. Инженер пришёл к выводу, что поддерживающие сооружение пилоны жёстко фиксируют цепи, в то время как согласно его расчётам они должны иметь определённую степень свободы.
Во время службы Рёблинг подготовил несколько проектов висячих мостов в зоне своей ответственности и отправил свои предложения в департамент строительства и в правительство Арнсберга. Так и не получив ни одного ответа, инженер оставил службу и летом 1828 года вернулся в родной Мюльхаузен. Он был сильно расстроен, винил государственный аппарат в близорукости, равнодушии и неспособности дать ему шанс реализовать себя. После французской революции в июле 1830 года и последующего провозглашения независимости Бельгии в Пруссии началась волна арестов, связанная со шпиономанией и боязнью революции, и даже пришедший из французского языка термин «политехникум» казался подозрительным. Крупные технологические проекты были отложены до лучших времён, и у Рёблинга не осталось другого выбора реализовать себя, кроме как уехать из страны. Окончательному решению способствовало личное общение со старым другом Йоханом Эцлером, который эмигрировал в США ранее и в 1830—1831 годах нанёс краткий визит на родину. История не сохранила свидетельств, что Рёблинг сдал экзамен на звание мастера-строителя, к которому готовился, или хотя бы ездил в Берлин. В мае 1831 года Йохан Рёблинг вместе со своим братом Карлом навсегда покинули Германию.
Рёблинг провёл в океане более одиннадцати недель, путешествуя вместе с братом Карлом, возвращающимся в США другом Эцлером и группой немецких переселенцев на пакетботе «August Eduard» из Бремена в Филадельфию. Денег, полученных из многолетних сбережений матери, хватило на путешествие в каюте первого класса, в которой располагались четыре пассажира, включая него. В пути молодой человек расспрашивал капитана и других членов команды и предназначении отдельных снастей такелажа, навигации, морских течениях и принципах управления судном.

### Колония в Пенсильвании

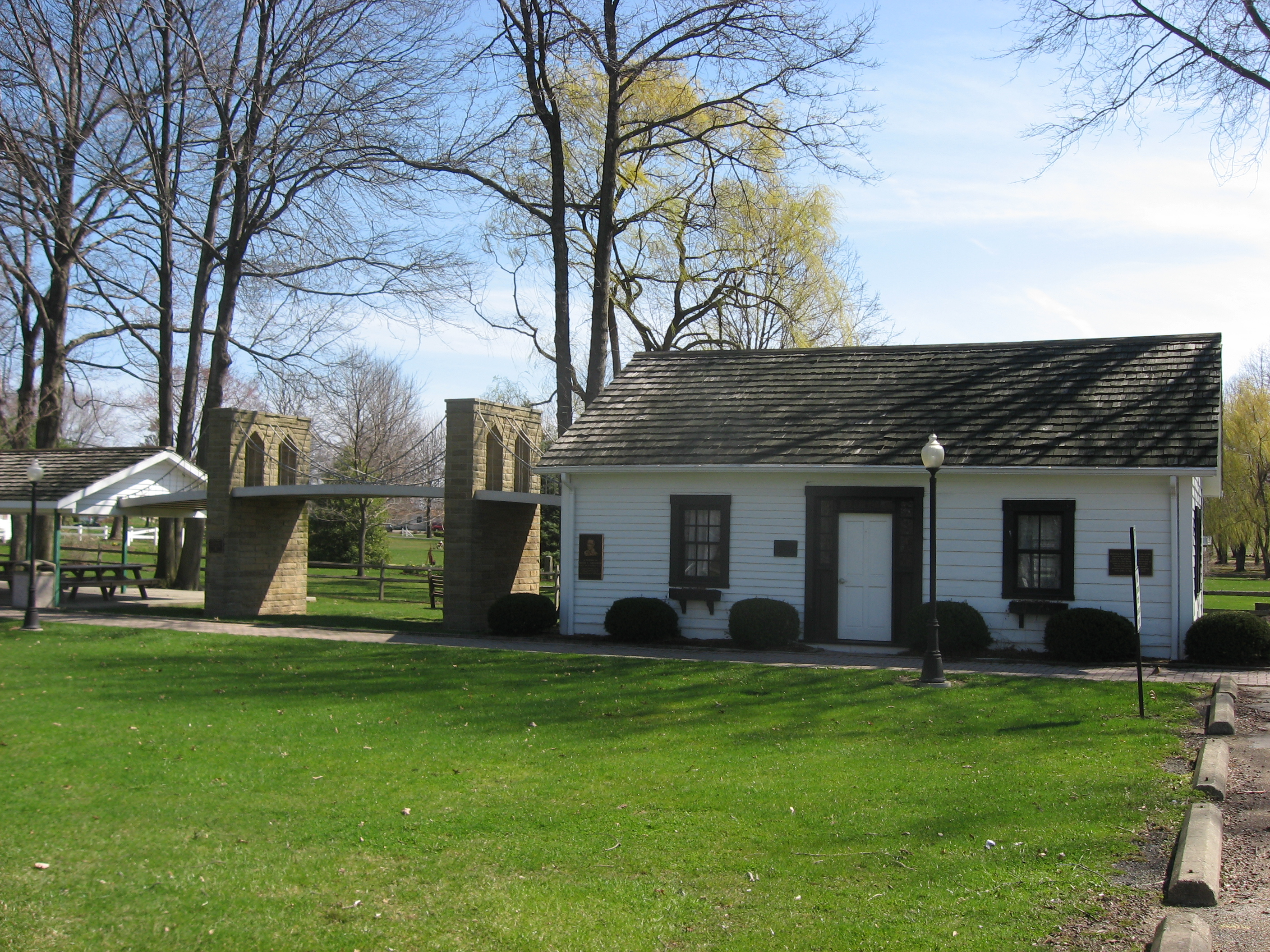
Мастерская Рёблинга в Саксонберге. В 1976 году включена в Национальный реестр исторических мест США. Рядом с домом установлен макет Бруклинского моста.

В конце 1832 года братья основали немецкую колонию в западной Пенсильвании, недалеко от Питтсбурга, изначально выкупив 1582 акра выбранной ими земли за 2,2 тыс. долларов. Сначала они планировали назвать своё поселение «Германия», но затем остановились на названии Саксонберг — оно, по их мнению, могло способствовать переселению сюда жителей Саксонии, особенно недовольных текущим положением дел у себя на родине и, следовательно, склонных к эмиграции. В этот период Йохан идеализировал Америку в целом и выбранный им сельский, удалённый от крупных городов, район в частности. Познакомившись с жизнью местных фермеров, он пришёл к выводу, что они, свободные от налогов и бюрократии, живут значительно лучше, чем их европейские визави. Рёблинг вырос в городе, получил престижное инженерное образование в Берлине и никогда до этого не занимался сельским хозяйством. Тем не менее он решил сделать карьеру в этой области .
Попытка обустроить своё фермерское хозяйство не удалась. Климат, вопреки первому впечатлению, выделялся долгой и холодной зимой. Выбранный участок земли оказался богат глинистыми, плохо дренированными почвами, и тяжело обрабатывался. Старший сын инженера Вашингтон в книге об отце писал, что тот занялся разведением овец, однако животные часто убегали в лес, не слушались хозяина, пастуха и сторожевую собаку. Пробы заняться выращиванием рапса и шелководством также провалились, равно как и попытка разводить канареек. Вместе с тем Рёблингу удалось с помощью писем на родину привлечь в отдалённый и труднодоступный Саксонберг множество немецких переселенцев: к 1840 году в населённом пункте насчитывалось около 60 домохозяйств.

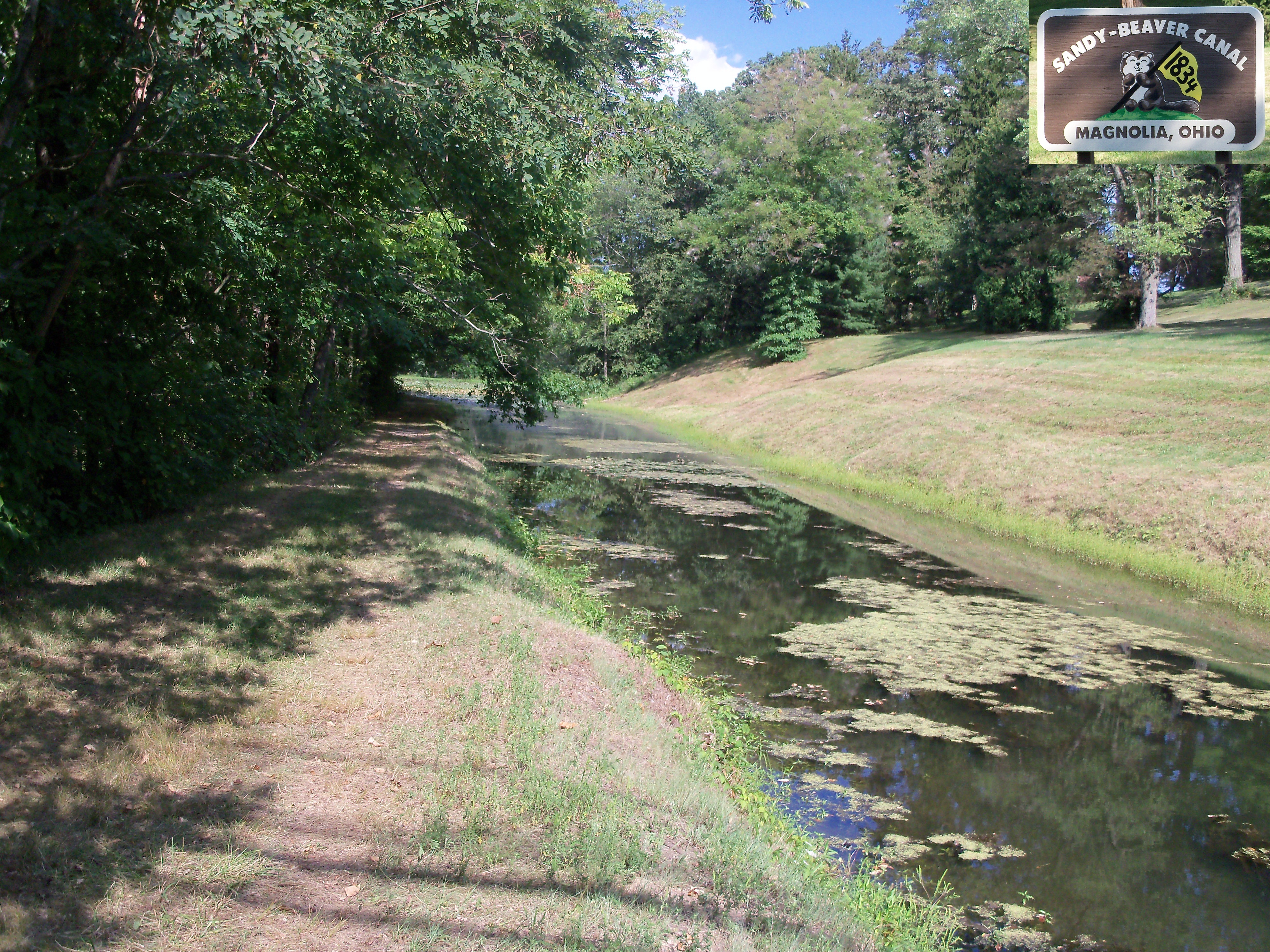
Остатки канала Канал Сэнди-Бивер. Обслуживание водотока было заброшено в середине XIX века, когда популярные до этого каналы стали вытеснять железные дороги.

Не обнаружив у себя способностей в сельском хозяйстве, Йохан в основном зарабатывал на продаже и аренде изначально приобретённой им земли, затем на связанных с недвижимостью юридических услугах. В мае 1836 года он женился на Йоханне Хертинг (Johanna Herting), старшей дочери переехавшего в США портного из Мюльхаузена. В этот период времени он всё больше времени проводил в промышленном Питтсбурге, расположенном в четырёх часах езды от дома — там заводились новые, связанные с бизнесом, знакомства, обсуждались технологические новшества. В этом городе Рёблинг получил первые патенты на свои изобретения: трубчатого котла, парового плуга и тягового двигателя.
В августе 1836 года Рёблинг получил неожиданное письмо от Эдварда Тьерри (Edward Thierry), с которым вместе учился на курсах Унгера в Мюльхаузене. Старый школьный товарищ предложил поработать помощником инженера на ремонте дамб и шлюзов на канале Main Line между Филадельфией и Питтсбургом. Рёблинг охотно согласился, и хотя это трудоустройство было кратковременным (в августе — сентябре того же года), оно позволило завести новые связи.
Весной следующего, 1837 года Рёблинг снова устроился на работу строителем дамб, на этот раз на канале Сэнди-Бивер. Вскоре это трудоустройство также было прервано, на этот раз в связи с началом масштабного экономического кризиса (в историографии он получил название «Паники 1837 года»). Летом этого года произошли два события, которые способствовали окончательному решению покинуть Саксонберг и изменить сферу деятельности. В мае родился первенец Йохана, которого назвали Вашингтоном. Спустя три месяца от последствий солнечного удара скончался брат Карл, который все предшествующее годы занимался земледелием и почти не упоминался в письмах Йохана. В сентябре Рёблинг получил гражданство США, при этом сменил имя на Джон и написание фамилии с Röbling на Roebling.

### Работа геодезистом
Рецессия, вызванная финансовой паникой 1837 года и продолжавшаяся несколько лет, едва не поставила крест на дальнейших планах Рёблинга вернуться к своей прежней профессии: в начале этого периода большинство проектов в области гражданского строительства были заморожены, а количество банкротств среди частных компаний резко выросло. Получив опыт на строительстве и обслуживании каналов, Рёблинг предложил несколько усовершенствований в этой области, опубликовав две статьи в журнале American Railroad Journal.

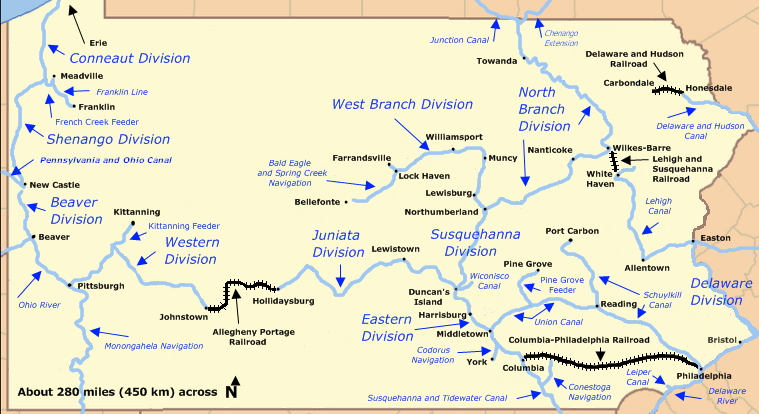
Сеть пенсильванских каналов в середине XIX века. Чёрным цветом обозначены железнодожные пути, по которым суда перевозились с одного канала на другой, минуя возвышенности.

К удачному для Рёблинга стечению обстоятельств, в следующем, 1838 году правительство Пенсильвании выделило финансирование для строительства обширной сети каналов на территории штата, призванной увеличить связность между разрозненными и зачастую труднодоступными поселениями, и проложить транспортные пути к перспективным залежам угля и железных руд. В июне 1838 года управление сети пенсильванских каналов вновь наняло Рёблинга, на этот раз геодезистом (топографом), а через короткий промежуток времени помощником инженера на строительство нового транспортного канала в западной части штата. Правительство штата считало последний проект вспомогательным и вскоре — в феврале 1839 года — отказалось от него, однако на новой работе на Рёблинга обратил внимание главный инженер канала Чарльз Шлаттер (Charles L. Schlatter), сыгравший в дальнейшей судьбе Рёблинга важную роль.
Как отмечал сын Рёблинга Вашингтон в книге об отце, тот работал без выходных и никогда не брал отпуск, при этом в поисках подходящего маршрута для канала (позже для железной дороги) проходил в день десятки миль по дикой, безлюдной местности, неся на себе палатку и ящик с геодезическими инструментами, питался тем, что находил в лесу. В зимние месяцы, когда работа «в поле» вынужденно останавливалась, он находил время для написания статей в журналы и подачи заявок в патентное бюро на собственные изобретения: усовершенствованных парового котла и манометра, парового плуга, некоего «пропеллера».
В 1839—1840 годах Рёблинг под руководством Шлаттера вновь работал геодезистом, на этот раз его должность повысилась до помощника главного инженера (англ. principal assistant). Он на месте изучал возможные пути для строительства железнодорожного полотна между столицей Пенсильвании Гаррисбергом и Питтсбургом, предлагал места для туннелей и виадуков. Работу осложнял сложный рельеф местности: штат пересекает горный хребет Аллеганских гор, зачастую непреодолимый для локомотивов первой половины XIX века, и экспедитору приходилось рассматривать различные варианты маршрута. Дополнительными препятствиями были широкие речные долины и многочисленные извилистые ручьи, для пересечения которых требовалось обозначить на карте перспективные места для переправ. Позже один из разработанных маршрутов стал частью Пенсильванской железной дороги.
С этого времени Рёблинг активно интересовался разработками в области железнодорожных дорог: в его записной книжке сохранились заметки о крупных перевозчиках того времени, таких как «Балтимор и Огайо», «Бостон и Провиденс», «Филадельфия и Коламбия», «Нью-Йорк и Эри».

### Изобретение проволочного кабеля
Работая геодезистом, Рёблинг много путешествовал по Пенсильвании и в окрестностях населённого пункта Джонстауна познакомился с работой небольшой железной дороги Allegheny Portage Railroad, которая с помощью фуникулёров транспортировала баржи и пакетботы через перевал горного хребта, между двумя транспортными каналами. Суда тянули в гору с помощью длинных и массивных канатов из кентуккской пеньки, которые, несмотря на толщину, быстро изнашивались. По некоторым данным, инженер стал свидетелем одного несчастного случая, когда во время внезапного обрыва троса во время транспортировки погибли двое рабочих, а лодки рухнули к подножию холма и разбились.

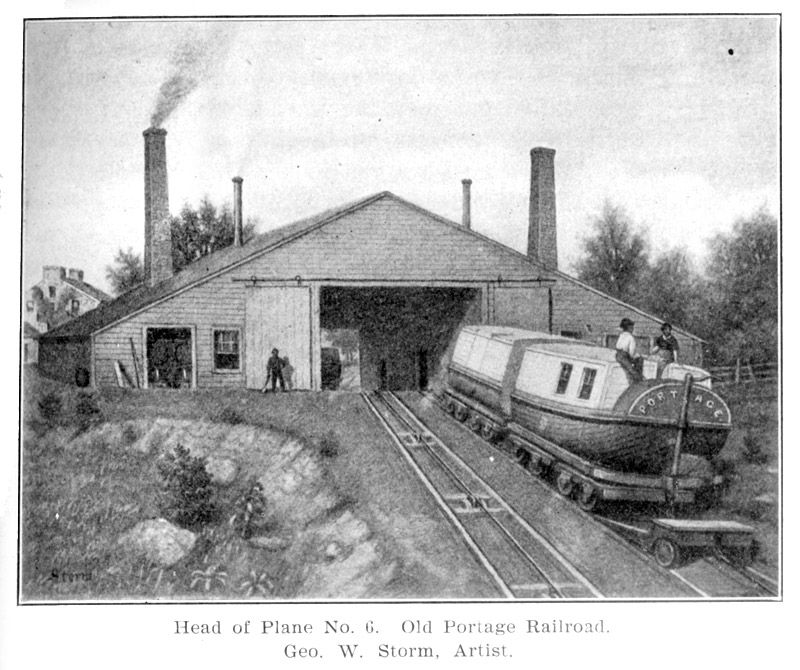
Фуникулёр на жезной дороге Allegheny Portage Railroad тянет судно в гору.

Изучив технологию волока, Рёблинг предложил использовать вместо конопляного изделия железный кабель, о котором некогда читал в Германии: прут из металла толщиной в один дюйм, по мнению инженера, превосходил бы канат из растительных волокон как по прочности, так и по долговечности (в Новом Свете металлический кабель на тот момент не практиковался). Почти одновременно с этой идеей, в январе 1840 года в библиотеке Гаррисберга Джон Рёблинг наткнулся на брошюру инженера Чарльза Эллета-младшего, в которой тот описывал преимущества не представленных в США висячих мостов с использованием проволочных кабелей толщиной с пишущее перо (Эллет познакомился с этим методом строительства мостов во Франции и Швейцарии, сразу после получения образования в парижской Национальной школе мостов и дорог). Статья носила рекламный характер и лишь поверхностно описывала технологию. Однако сама идея захватила ум Рёблинга, и он принялся составлять математические расчёты подобного сооружения, не зная о методах, которые собирался применять Эллет. Рёблинг отправил Чарльзу несколько писем с просьбой поделиться техническими деталями и предложением своих услуг в качестве ассистента, однако ответы были хоть и вежливыми, но, как и в брошюре, состояли лишь из общих фраз и не предполагали какое-либо сотрудничество по существу.
На лугу позади своего дома в Саксонберге Рёблинг начал экспериментировать с железной проволокой, которую приобрёл у своего знакомого в Питтсбурге. После нескольких неудачных попыток ему удалось создать и запатентовать изделие, которое согласно его расчётам удовлетворяло требуемой прочности и пластичности. Для плетения инженер сконструировал станок: к деревянной раме в форме прямоугольного треугольника крепились вертикально направленные шкивы, через которые протягивались небольшие отрезки конопляной верёвки со свисающим грузом на одном конце и вертлюгом на другом. К вертлюгу также крепился создаваемый проволочный канат, благодаря шарнирному соединению свободно вращающийся вокруг собственной оси. Груз создавал необходимое растяжение вращающегося продукта.

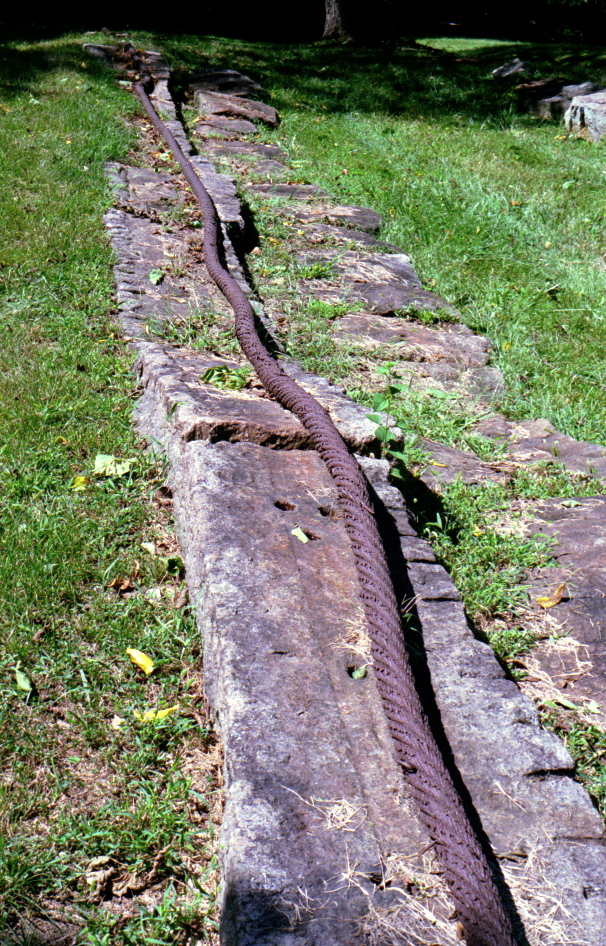
Проволочный канат Джона Рёблинга

На первом этапе вокруг провода, выбранного в качестве сердечника, по спирали наматывались шесть других, параллельно направленных, проводов. Затем уже частично готовое изделие рассматривалось в качестве сердечника, и вокруг него снова по спирали наматывался ряд проводов, а затем ещё один ряд. Спряденный таким образом кабель состоял из 19 тонких проволок: одного в сердцевине и 18 намотанных по спирали, по шесть в три ряда. В 1841 году Рёблинг изготовил семь таких кабелей, которые в конечном счёте ещё раз сплёл вместе, чтобы получить один толстый канат.
Рёблингу удалось уговорить управление каналов провести испытание непосредственно на одном из фуникулёров, при этом инженер обязался не только установить новое оборудование за свой счёт (проволочные канаты требовали шкивы большего диаметра), но и возместить убытки в случае провала эксперимента. Эксперимент, проведённый летом 1842 года, закончился неудачно: три последовательно сращенных уже на месте каната порвались в месте их соединения. Тем не менее Рёблинг по протекции Шлаттера был нанят помощником главного инженера железной дороги. Получив возможность в новой должности изменять и тестировать буксирную конструкцию на своё усмотрение (помимо сращивания отдельных звеньев имелась проблема сцепления металлического изделия со шкивом), Рёблинг в течение 1843 года довёл её до совершенства, что был вынужден признать главный противник нововведения — управляющий силовых установок Джон Снодграсс.
Вскоре после внедрения каната на фуникулёре в журнале American Railroad Journal появилась статья Рёблинга, в которой тот описывал своё изобретение. Статья привлекла внимание крупных американских промышленников (в том числе создателя первого американского паровоза Питера Купера), повысила авторитет инженера и в конечном счёте привела к новым заказам. К 1853 году, когда компания Allegheny Portage Railroad пришла в упадок вследствие развития более современных железных дорог и перестала использовать канаты Рёблинга, инженер поставлял свою продукцию владельцам других фуникулёров, шахт и судостроительных верфей. По мнению автора биографии Рёблинга Ричарда Хэу, хотя инженер не является первым изобретателем проволочного каната, ему удалось практически вручную, на своём заднем дворе, основать американскую канатную промышленность. Благодаря его начинанию в США появились первые высотные здания, лифты, буровые вышки, грузоподъёмные краны и висячие мосты.

### Первые мосты
В 1844 году, когда Пенсильвания столкнулась с дефицитом бюджета и была вынуждена заморозить многие инвестиционные проекты, включая развитие железной дороги Allegheny Portage Railroad, Рёблинг вновь остался без постоянной работы. В поисках заказов ему удалось выиграть государственный контракт на восстановление водного моста канала Main Line через реку Аллегейни близ Питтсбурга.

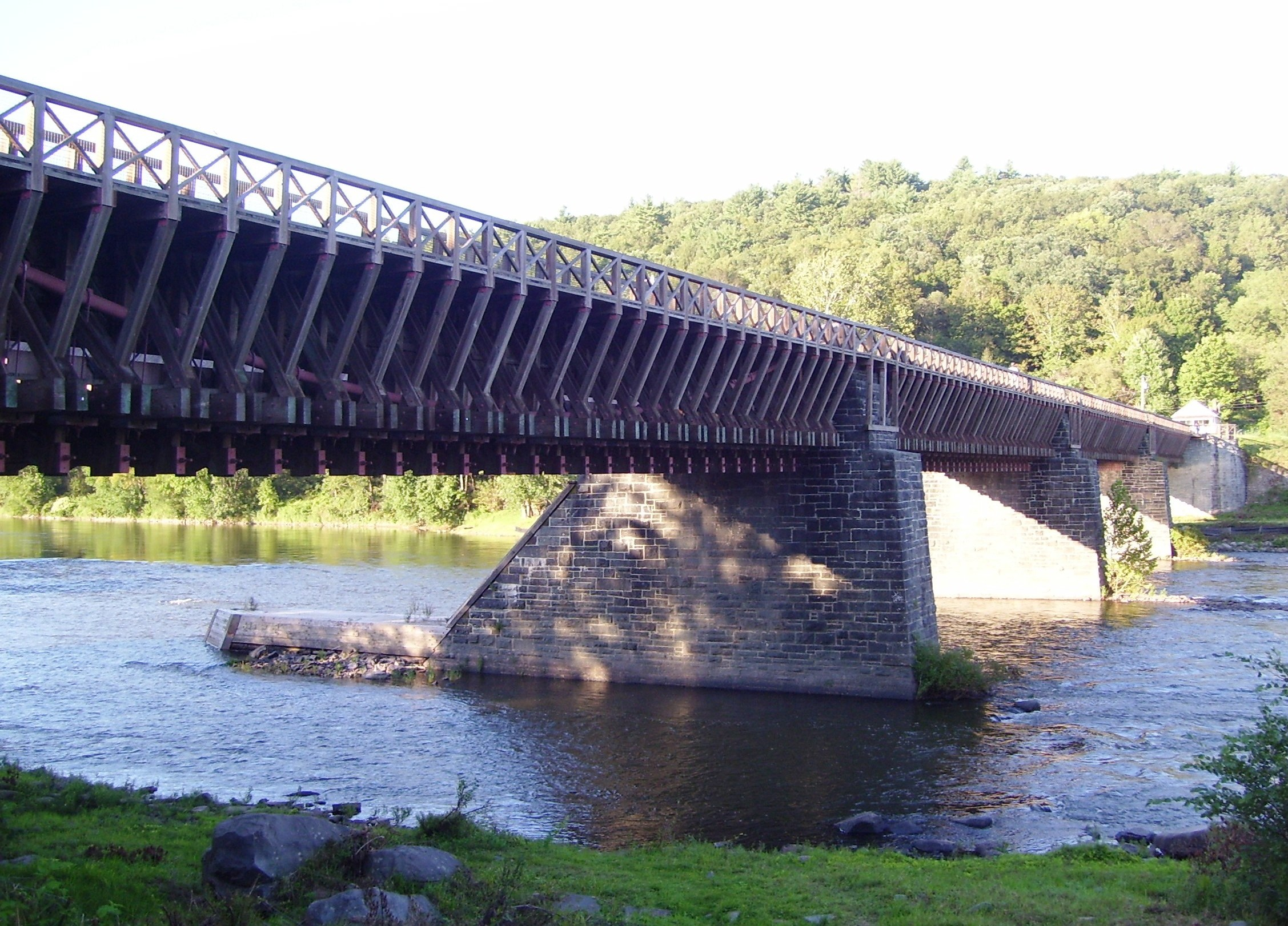
Сохранившийся водный мост Рёблинга через реку Делавэр на границе штатов Нью-Йорк и Пенсильвания

На месте крытого деревянного сооружения, выполнявшего свою функцию несколько лет и в конце концов разрушенного вследствие слабого фундамента и ледяного затора, Джон Рёблинг сконструировал достаточно лёгкий мост в виде деревянного лотка с боковыми бечевниками, подвешенного к опорам с помощью проволочных кабелей собственной конструкции. Два каната толщиной 7 дюймов (17,8 см) каждый были прикреплены к восьми опорам (расстояние между ними составляло 160 футов (48,8 м)) и удерживали подвешенный к ним жёлоб, наполненный водой. Концы канатов крепились к анкерам — ряду железных пластин, заложенных в каменную кладку (этот метод будет использован во всех последующих подвесных сооружениях инженера). Размеры лотка (1140 футов (347 м) длина, 16,5 футов (5 м) ширина, и 8,5 футов (2,5 м) глубина) были достаточны, чтобы по ним могла пройти запряжённая мулами баржа. Возведение водной переправы через Аллегейни заняло 9 месяцев.
В 1847—1851 годах инженер построил ещё четыре аналогичных сооружения, на этот раз для крупной частной компании Delaware and Hudson, занимавшейся транспортировкой антрацита из угольных шахт восточной Пенсильвании на восточное побережье США. Один из этих акведуков через реку Делавэр сохранился до нашего времени.
Рёблинг не был пионером в использовании проволочных кабелей в строительстве висячих мостов, до него этим занимались французские инженеры в первой половине XIX века — Анри Навье, Марк Сеген и Гийом-Анри Дюфур. Британские мостостроители того времени — Томас Телфорд, Изамбард Изамбард и Уильям Кларк — отдавали предпочтение цепным сооружениям.
Незадолго до открытия акведука через Аллегейни в Питтсбурге случился крупный пожар, уничтоживший большую часть города. В частности, от единственного моста через реку Мононгахила, связывающего город с юго-западными районами штата, остались лишь одни каменные опоры.

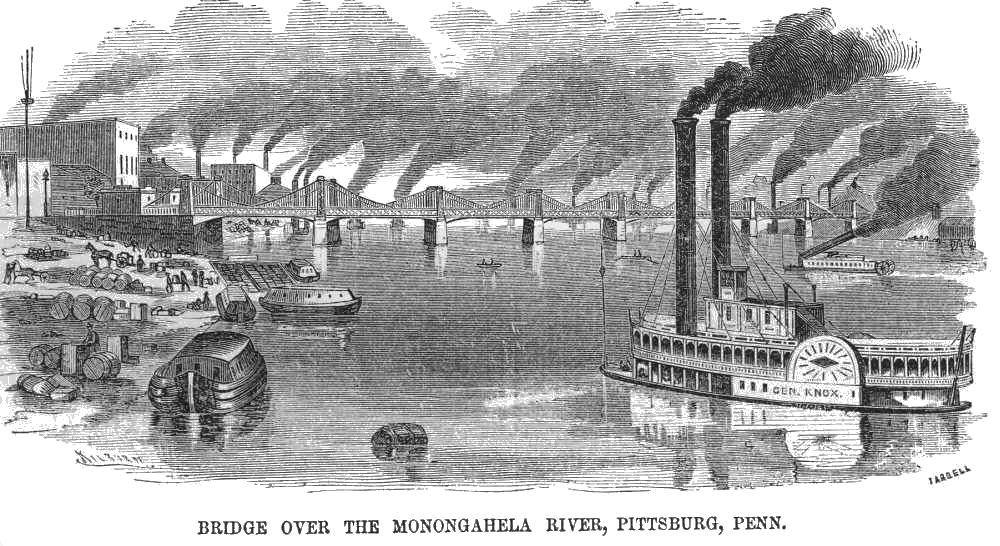
Висячий мост через реку Мононгахила, рисунок 1857 года

Город остро нуждался в переправе, при этом рядом, по счастливому стечению обстоятельств, заканчивала свою работу большая бригада опытных рабочих с оборудованием под руководством Рёблинга, а сам проект акведука был признан успешным. Эти факторы сыграли решающую роль в том, что контракт на восстановление моста через Мононгахила был предложен именно Рёблингу. Как и акведук, новый проект представлял собой многопролетный проволочный висячий мост, но также имел и существенные отличия. Рёблинг использовал идею британского инженера Марка Брюнеля: если в акведуке пара канатов были протянуты через все опоры и крепились в анкерах на берегу, то в новом проекте каждый пролёт использовал свою пару. На сохранившиеся каменные опоры поставили чугунные решётчатые конструкции, на их вершинах натяжение канатов контролировалось свисающими противовесами-маятниками. Это решение не только придавало гибкость всей структуре, но при необходимости позволяло натянуть либо расслабить тот или иной участок моста, приподнять или опустить его. Жёсткость конструкции обеспечивали решётчатые перила по бокам проезжей части. Для защиты от вибрации и прочности подвесной конструкции Рёблинг впервые в своей практике использовал не только традиционные для висячего моста подвески (вертикальные тросы), но и ванты — железные стержни, выполняющие функцию оттяжек, кронштейнов между мостовым полотном и опорами.
Законченный в 1846 году, мост выполнял свою функцию до 1880 года, после чего был заменен более современным мостом инженера Густава Линденталя. Гибкая система канатов, позволявшая каждому пролёту перемещаться в вертикальной плоскости, приводила к динамической нагрузке на жёсткую и цельную конструкцию мостового полотна, в результате чего последнее разрушалось и требовало частого ремонта.

### Неудачи 1846—1847 годов
Несмотря на успешно законченные проекты в области мостостроения, Рёблинг всё ещё рассматривал эту деятельность как второстепенную, отдавая предпочтение изготовлению и продвижению своих кабелей, а также проявляя интерес к добыче и транспортировке угля. Тем не менее в 1846—1847 годах он, помимо Питтсбурга, детально разработал и предложил ещё четыре висячих моста, каждый из которых по своим размерам превосходил всё, что было построено в США на тот момент.
Проект через реку Огайо, который должен был связать Цинциннати с Ковингтоном, увяз в законодательных спорах между штатами Огайо, Кентукки и Виргинией, к тому же не получил одобрения Конгресса (одним из разногласий между штатами было требование Кентукки возвращать беглых рабов, с чем был категорически не согласен аболиционистский Огайо). Проект Y-образного моста в месте слияния Аллегейни и Мононгахилы в Питтсбурге (общая протяжённость 2550 футов, или 777 м) получил одобрение законодательной власти и был подписан губернатором, однако продажа акций под его строительство провалилась — в те годы в городе обсуждалась отмена платы за пользование мостами, и инвесторы не хотели вкладываться в заведомо убыточный проект.
Строительство ещё двух мостов, через Огайо в Уилинге (Западной Виргинии) и Ниагару на границе США и Канады, досталось конкуренту Рёблинга — Чарльзу Эллету-младшему. Этот инженер, получивший профильное образование во Франции, ранее уже привлёк внимание Рёблинга благодаря своей рекламе висячих мостов. Эллет был достаточно артистичным и красноречивым человеком, в этом плане выигрывая у немногословного и расчётливого Рёблинга, и по мнению историков, именно по этой причине успешно продвигал свои проекты. Однако в техническом плане, как впоследствии выяснилось, он существенно уступал своему визави. Так, выигранный им в результате конкурса и построенный в 1849 году мост в Уиллинге простоял всего 5 лет и разрушился в результате сильного шторма. Первый мост через Ниагарское ущелье также был признан слабым и впоследствии перестроен Рёблингом.
Ряд проектов этого периода не прошли общественного обсуждения. Среди них были проекты мостов через Ист-Ривер, Делавэр в Нью-Йорке, и Реку Святого Лаврентия в Монреале

### Переезд в Трентон

Машина для витья канатов на заводе в Трентоне. Снимок 1893 года.

Транспортировка кабелей из Саксонберга, оказавшегося в стороне от транспортных артерий, к основным заказчикам на востоке была достаточно тяжёлым занятием и обычно занимала несколько недель. Например, для доставки груза в угольные районы восточной Пенсильвании тяжёлые и массивные катушки с проволокой грузили на большие телеги и по дороге, часто размываемой дождями, и доставляли в посёлок Фрипорт на берегу реки Аллегейни. Далее их перегружали на лодки и по каналу Main Line транспортировали в Филадельфию, затем по реке Делавэр в Бордентаун (штат Нью-Джерси), по каналу Delaware and Raritan в Нью-Йорк, по реке Гудзон в Кингстон, и наконец по местным каналам к конечному потребителю в Карбондейл. Вдобавок, навигация по каналам не осуществлялась в зимние месяцы, что тормозило всё более востребованную продукцию Рёблинга.
В связи с этим Рёблинг, который к тому времени уже давно не занимался фермерством, решил перенести свой бизнес ближе к побережью. Выбор пал на Трентон — город с шеститысячным населением в штате Нью-Джерси примерно на половине дороги между Нью-Йорком и Филадельфией. Он отличался транспортной доступностью (в первую очередь, был связан с сетью каналов и железной дорогой), относительно дешёвой землёй и большим рынком рабочей силы. К тому же, сын его знакомого Питера Купера только что основал здесь завод по производству железной проволоки, основного сырья для кабелей инженера. Покинув Саксонберг в 1848 году, Джон Рёблинг никогда более в него возвращался.

### Висячий мост Ниагарского водопада
Развитие транспортной инфрастуктуры в первой половине XIX века привело к тому, что жители США стали чаще путешествовать. В частности, благодаря недавно построенным каналам Эри и Уэлленд, а также железным дорогам в период с 1840 по 1845 годы посещаемость Ниагарского водопада выросла вдвое, превысив отметку в 50 тыс. человек.

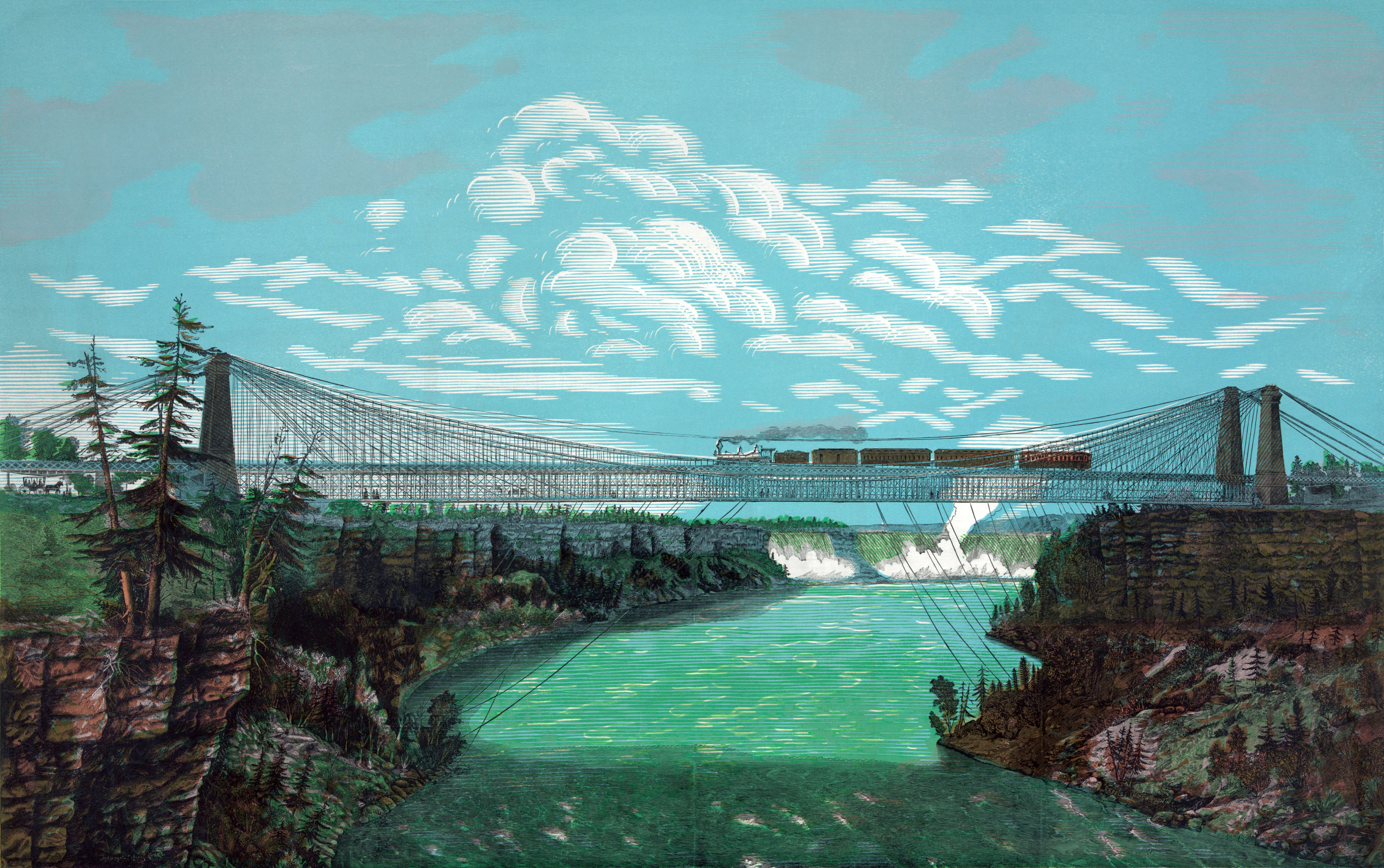
Висячий мост Ниагарского водопада.

В отличие от Гудзона, Огайо и других равнинных рек северо-востока США, судоходство в нижнем течении Ниагары считалось рискованным и было представлено лишь в виде немногочисленных переправ из-за сильного течения и порогов. По этой же причине строительство моста без промежуточных опор, а тем более моста, способного удержать железнодорожный состав с неравномерным распределением веса, представлялось трудноразрешимой (а в случае подвесной конструкции невыполнимой) задачей. В 1847 году железнодорожные компании, желающие заработать на туризме и торговле между США и Канадой, организовали конкурс проектов будущей переправы, на который откликнулись несколько инженеров, в том числе Чарльз Эллет-младший и Джон Рёблинг. В итоге главным инженером моста был назначен Эллет, к тому времени уже давно интересовавшийся проектом и ещё задолго до начала конкурса познакомившийся с заказчиками и акционерами железной дороги Great Western.
Летом 1848 года Эллет представил предварительный пешеходный мост длиной 759 футов (231 м) и шириной 7,5 фута (2,3 м). Изготовленной из белой сосны, он поддерживался восемью канатами, каждый из которых был изготовлен из 72 железных проволок. В свою очередь, канаты крепились к двум парам деревянных опор на берегах реки. В дальнейшем предполагалось расширить и укрепить этот мост для поддержки железнодорожного транспорта, однако к моменту его открытия между акционерами, представляющими компании двух государств, разгорелся спор о правах собственности и распределении финансовых трат.

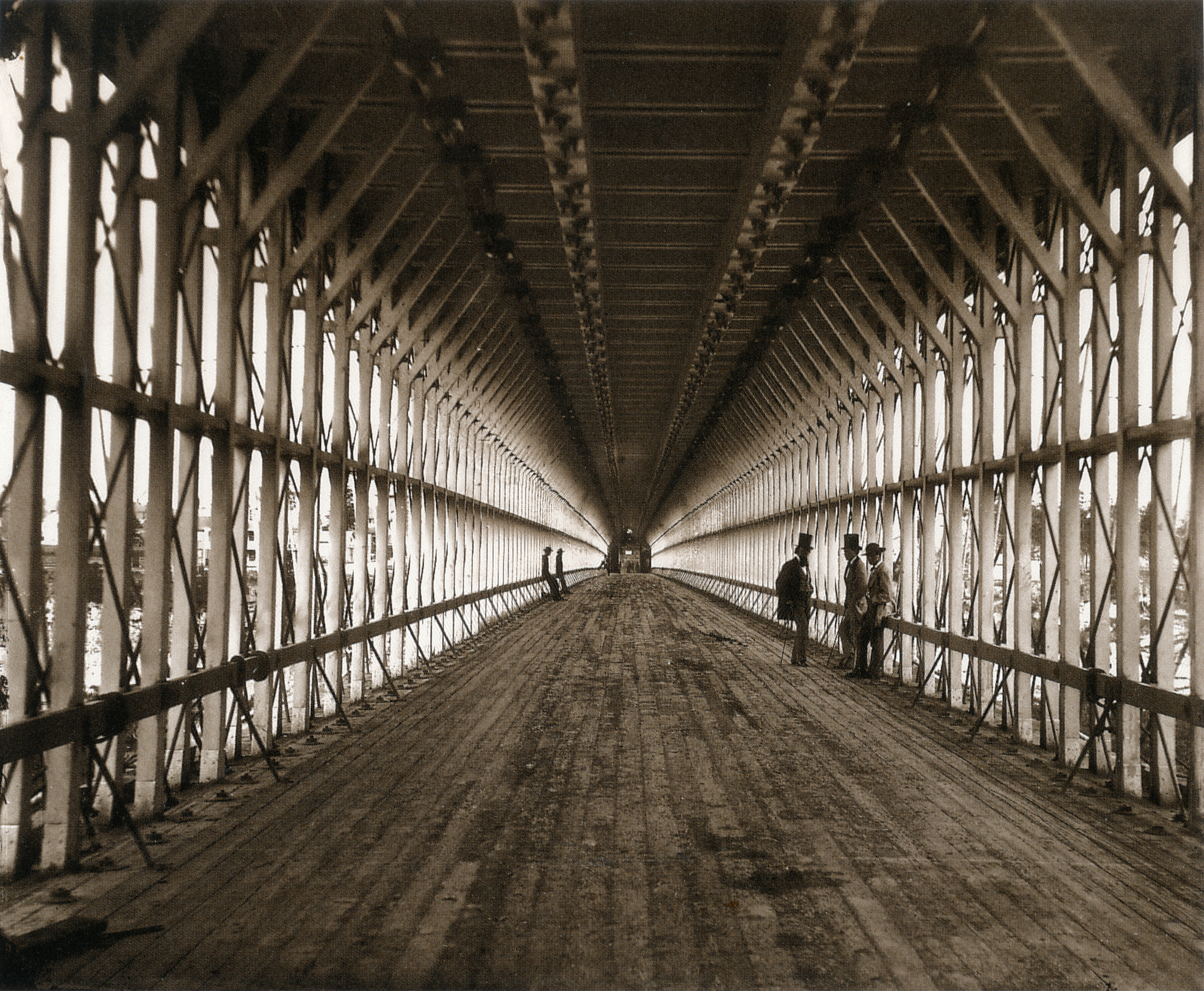
Висячий мост Ниагарского водопада, нижний ярус.

В результате разногласий Эллета внезапно уволили с поста главного инженера, и он был вынужден покинуть Ниагару. Спустя два месяца, в октябре 1848 года, уже Джон Рёблинг возобновил работу над начатым проектом, предварительно связавшись с его крупнейшим акционером Лотом Кларком (Lot Clark) и главным инженером компании Great Western Чарльзом Стюартом. Окончательный контракт был подписан спустя три с половиной года, 25 июня 1852 года.
Проект железнодорожного моста через Ниагару не был его первым проектом подобного рода. Ещё в 1844 году он опубликовал набросок двухпутного пролёта длиной 300 футов через реку Лихай для железной дороги Beaver Meadows. Два года спустя появились более развёрнутые чертежи протяжённых подвесных мостов через реки Коннектикут, Лакаваксен и Святого Лаврентия. Наконец, нереализованным остался тщательно разработанный план строительства висячего 600-футого моста через ущелье реки Дженеси в штате Нью-Йорк, созданный для компании Hornellsville and Attica в следующем, 1847 году.
Познакомившись с сооружением Эллета, Рёблинг счёл его слишком ненадёжным и в дальнейшем использовал лишь в качестве строительной площадки. В своих расчётах он опирался на негативный опыт предыдущих железнодорожных проектов британских инженеров, в частности подвесного моста Сэмуэля Брауна, сконструированного в 1830 году для железной дороги Стоктон — Дарлингтон (этот мост стал ходить ходуном после первого же испытания), и слишком дорогостоящего трубчатого моста Роберта Стефенсона через пролив Менай в Уэльсе, открытого в 1850 году. Там, где Стефенсон для придания жёсткости сконструировал сплошную трубу из кованого листового железа, Рёблинг сконструировал более лёгкий и относительно недорогой решётчатый каркас из вертикальных деревянных стоек и диагональных железных стержней, по строению близкий к ферме системы Гау (помимо жёсткости, такая структура смягчала воздействие бокового ветра). Стефенсон отказался от принципа подвески в пользу балочной конструкции с промежуточными опорами, Рёблинг же создал однопролётный висячий мост длиной 825 футов (251 м).

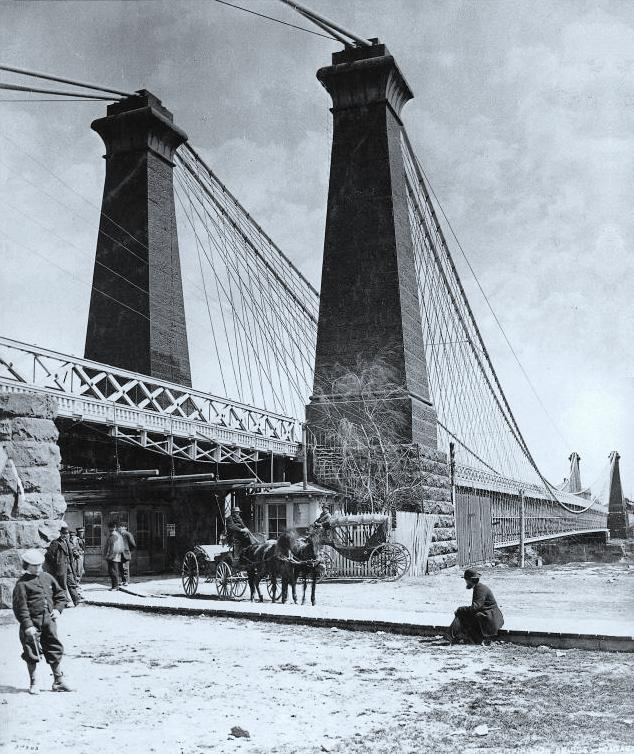
Висячий мост Ниагарского водопада, башни-пилоны в египетском стиле.

В сравнении с Эллетом Рёблинг отличался чрезвычайной скрупулёзностью в проектировании, пытался предусмотреть все возможные негативные сценарии, такие как сильный шторм или большую неравномерную нагрузку. По его подсчётам четыре несущих проволочных каната толщиной 10,5 дюйма (27 см) каждый, на которых держалась вся конструкция, должны были выдержать вес около 10 тыс. тонн, то есть в шесть раз больше, чем допускалось при полной загруженности. Большое значение придавалось вантам — без них, считал Рёблинг, мост во время сильного шторма не продержится и суток.
Инженер настоял на двухуровневой структуре моста: на верхнем двигались составы, на нижнем конные экипажи и пешеходы (лошади сильно пугались двигающихся параллельно с ними паровозов). Деревянные опоры Эллета Рёблинг заменил более прочными известняковыми, внешне напоминающими древнеегипетские пилоны. Во время строительства пришло известие об обрушении моста Эллета в Уиллинге под воздействием штормового ветра. Узнав об этом, подозрительный Рёблинг оперативно внёс изменения в проект, добавив дополнительные ванты, на этот раз не поверх мостового полотна, а между нижней палубой и берегами реки.
Строительство продолжалось четыре года, и всё это время инженер почти не появлялся дома в Трентоне, занимаясь строительством и обсуждая возможные контракты в других городах США (заводским производством занимался его помощник Сван). Постоянная погружённость в работу привела к тому, что инженер в один год не только пропустил Рождество и Новый год, но также лишь из письма от своего управляющего с удивлением узнал, что у него родился очередной сын. Открытый весной 1855 года, мост произвёл фурор по обе стороны Атлантики: как отмечали газеты, то, что раньше считалось возможным лишь в теории, стало реальностью. Наблюдатели отмечали отсутствие какой-либо вибрации при прохождении тяжёлого состава. Прогиб полотна в срединной части не превышал 5,5 дюйма (14 см), что полностью удовлетворило инженера.
В дальнейшем мост интенсивно эксплуатировался более 40 лет, став одной из ключевых транспортных артерий между США и Канадой. В частности, им активно пользовались путешественники, прибывающие на Ниагарский водопад. С развитием технологий поезда становились всё тяжелее, и в конце концов железнодорожников перестали удовлетворять технические ограничения переправы. В 1897 году мост был разобран, а на его месте появился другой, более современный арочный.

### Мост через Огайо

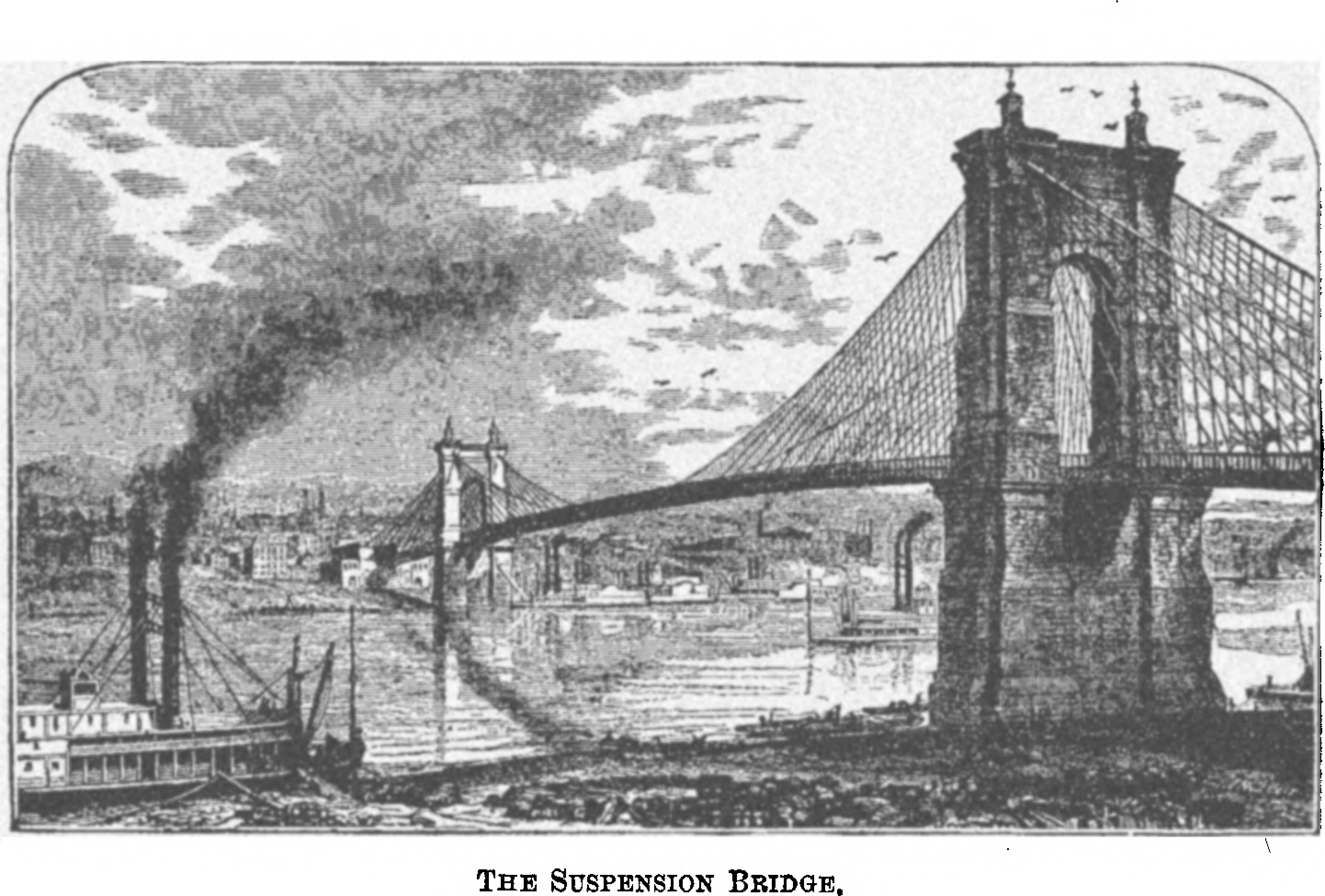
Мост через Огайо в 1891 году

На волне успеха Рёблинг планировал и дальше строить подвесные железнодорожные мосты, однако все его последующие предложения так и остались на бумаге. В 1853 году, ещё до окончания ниагарского проекта, ему удалось заключить соглашение с компанией Lexington and Danville на возведение железнодорожного моста Хай-бридж через реку Кентукки. Спустя год на месте строительства были возведены башни и зацементированы анкерные устройства, однако к тому времени в США начался экономический спад, и у заказчика закончились средства. Проект был заморожен и впоследствии закрыт.
В 1856 году вновь активизировались прения в легислатурах Огайо и Кентукки относительно строительства пограничного моста между Цинциннати и Ковингтоном, который Рёблинг предлагал ещё в 1846—1847 годах.

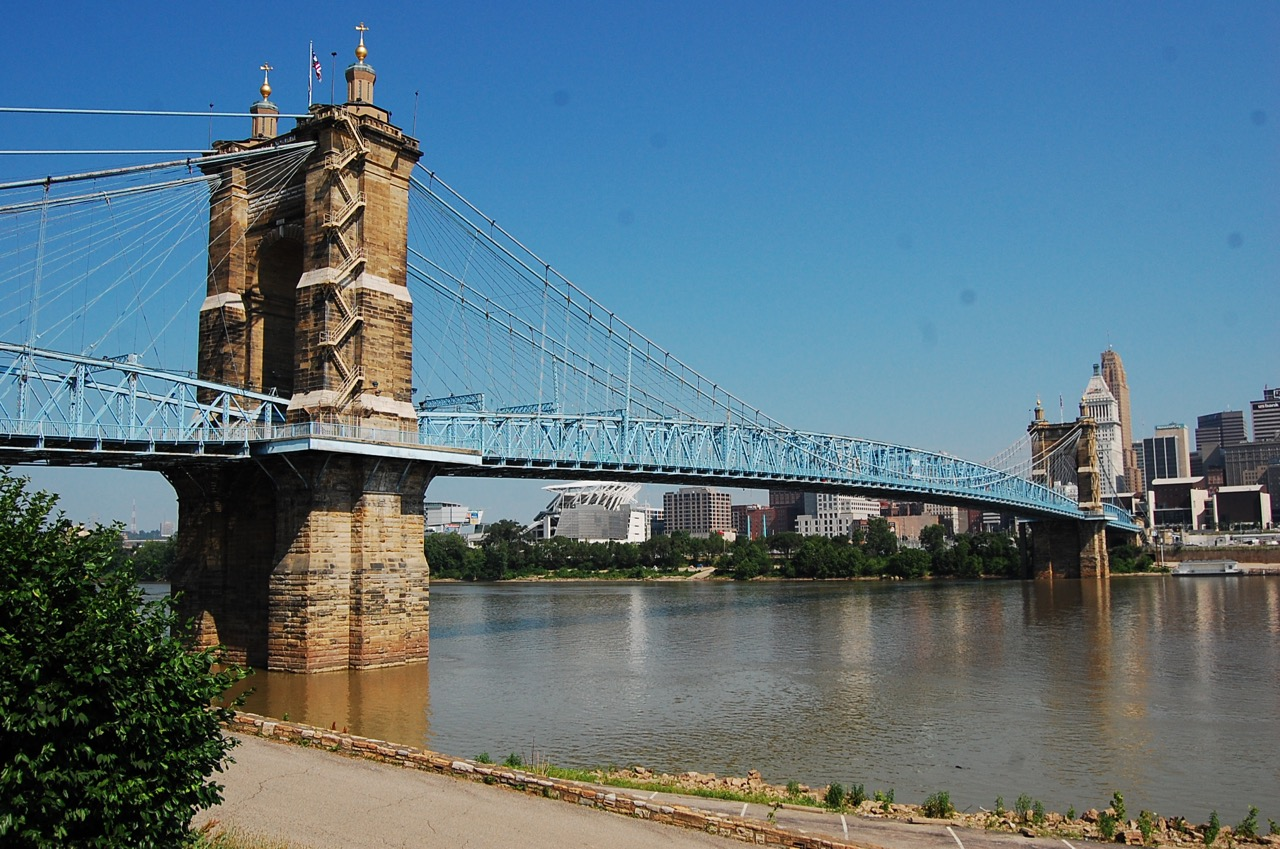
Мост Джона Рёблинга, современный вид

Федеральный закон о беглых рабах (1850) обязал власти свободных штатов задерживать беглых рабов, и законодателям Огайо пришлось согласиться с требованием южного соседа следить за тем, чтобы невольники не пересекали мост без письменного согласия их владельцев. После того как Джон Рёблинг согласился с ещё одним ключевым требованием горожан, что новая переправа не будет препятствовать навигации, в августе 1856 года с ним был заключён соответствующий контракт.
В отличие от моста через Ниагару, в данном проекте предстояло взвести опоры на дне русла реки, при этом соответствующий опыт у Рёблинга отсутствовал. Чтобы добраться до материнского грунта, рабочие установили на реке опускной колодец — полое сооружение прямоугольной формы из дерева. Для откачки мокрого песка и ила инженер сконструировал достаточно грубый, но мощный насос, состоящий и деревянной трубы и резинового клапана, который он присоединил к двигателю буксира. Строительство с перерывами на зимние и полноводные весенние месяцы продолжалось до марта 1859 года, когда вследствие очередного финансового кризиса и последующей депрессии у мостовой компании закончились средства, и работы были приостановлены. Незаконченные башни (одна возвышалась на 75 футов, другая на 47 футов) оставались в таком состоянии четыре года, когда уже в период Гражданской войны весной 1863 года Рёблинга попросили закончить проект.

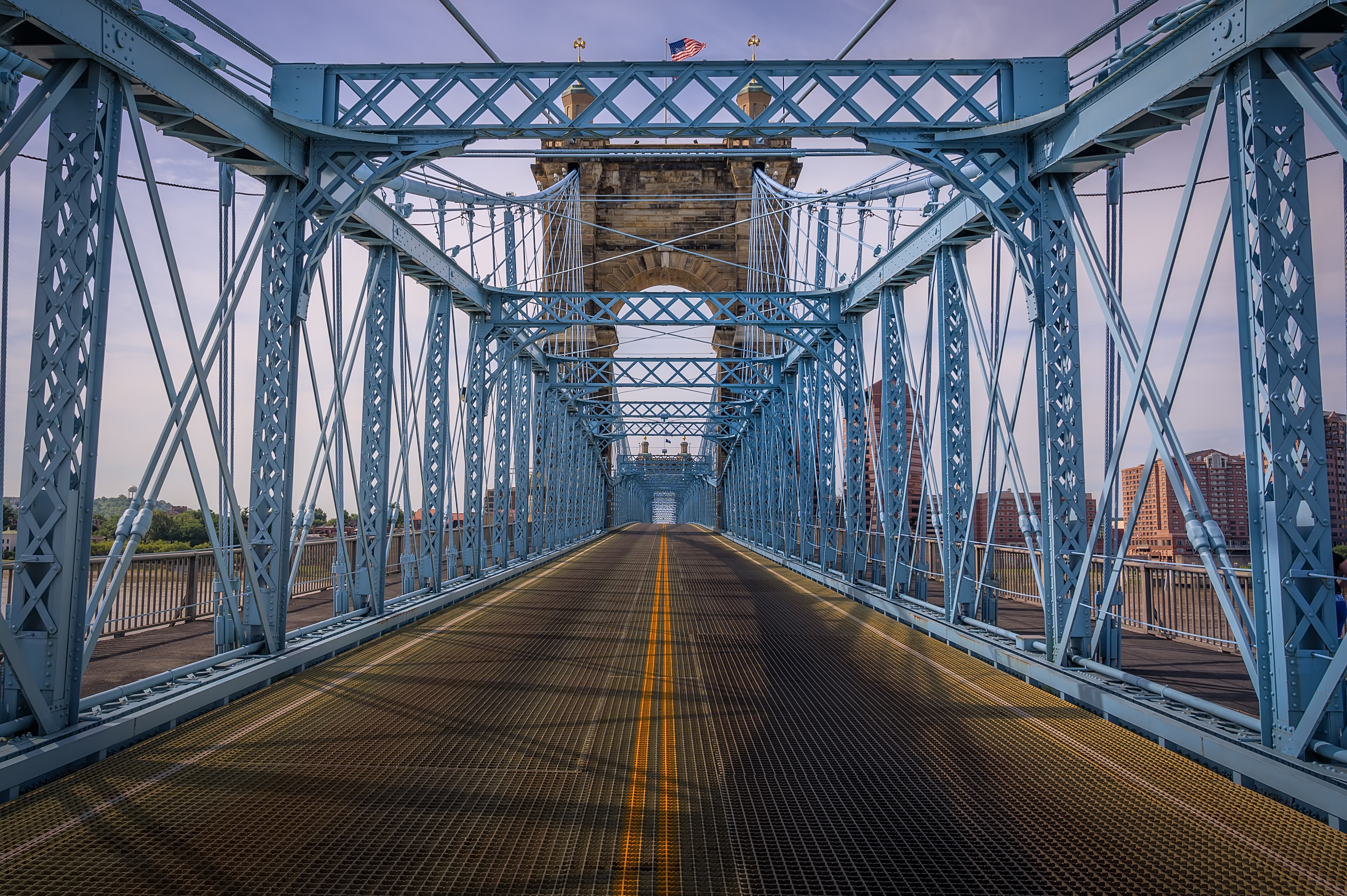
Интерьер моста

Мост был открыт для пешеходного движения 1 декабря 1866 года, для транспорта 1 января 1867 года. На тот момент это был самый длинный висячий мост в мире, его длина составила 1057 футов (322 м). Дорожное полотно моста состояло из пары продольных железных двутавровых балок, между которыми в три ряда были уложены дубовые брёвна, покрытые смолой и канифолью. Жёсткость подвесной конструкции обеспечивали фермы из кованого железа между проезжей частью и боковыми пешеходными дорожками, и металлические боковые перила. С помощью 12,5 дюймовых (30,5 см) канатов и подвесок полотно подвешивалось к двум каменным башням высотой 230 футов (70 м); общий вес использованной проволоки достигал 500 ам. тонн (около 453 тонн). Как и в предыдущих проектах, вертикальные тросы — подвески — дополняли косые оттяжки — ванты.
На определённом этапе строительства должность помощника главного инженера занял старший сын Джона Рёблинга Вашингтон, так же получивший образование гражданского инженера и пошедший по стопам отца.
В первый же день мост посетили около 46 тыс., а на следующий день более 100 тыс. человек. По утверждению издания The Gazette, такое столпотворение могло быть «самым большим собранием в городе», что дало дополнительную рекламу прочности сооружения.
Мост между двумя городами и штатами используется по сей день. В 1975 году он был внесён в реестр Национальных исторических памятников США, в 1983 — в список Национальных исторических памятников гражданского строительства. 27 июня 1983 года сооружение, до этого известное просто как «Мост между Цинциннати и Ковингтоном», было официально переименовано в «Висячий мост имени Джона А. Рёблинга» (John A. Roebling Suspension Bridge).

### Мост через Аллегейни

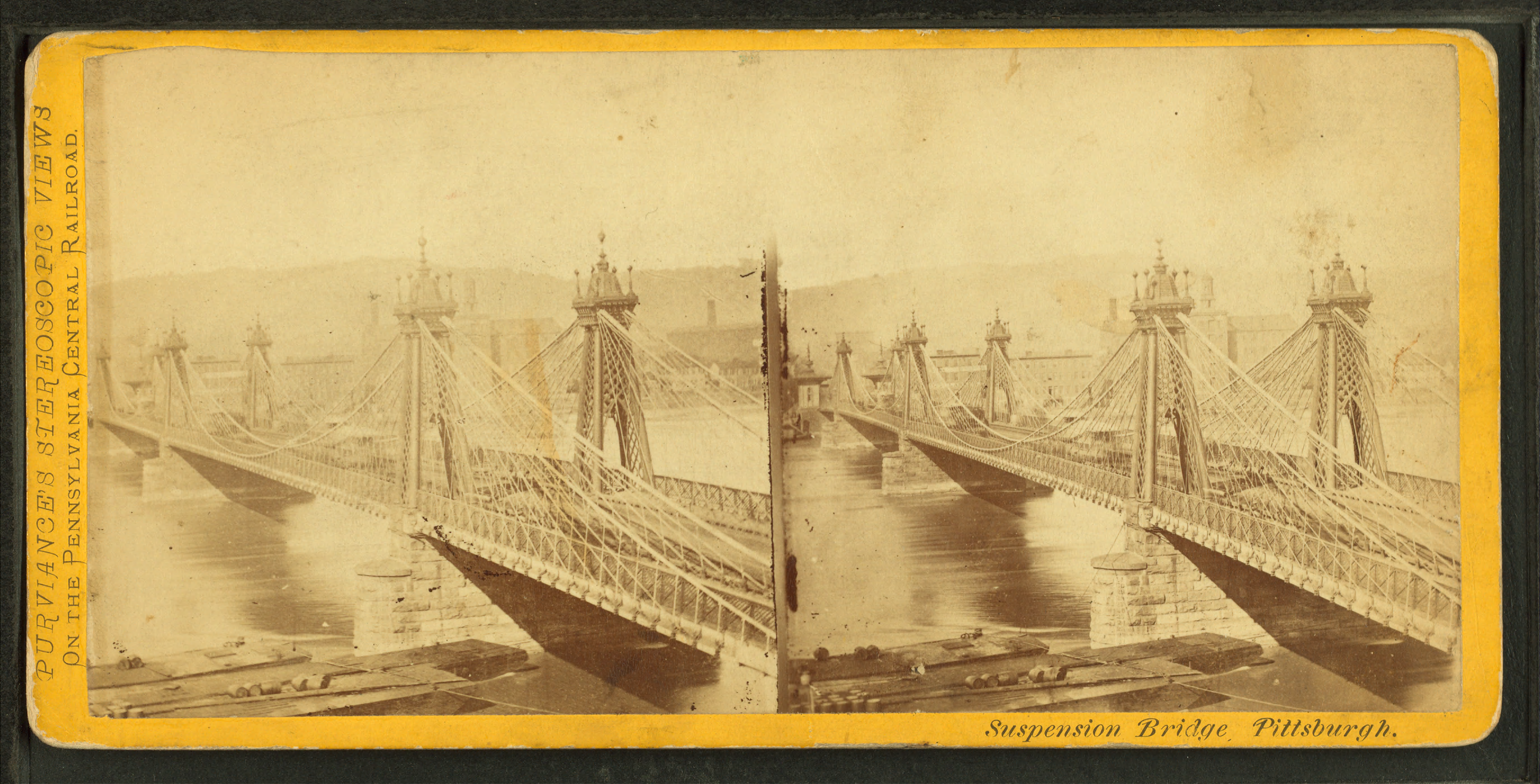
Мост через Аллегейни. Стереофотография 1860-х годов

Осенью 1857 года, когда работа в Цинциннати застопорилась из-за недостатка финансирования, Джон Рёблинг неожиданно получил приглашение из Питтсбурга, где его уже хорошо знали. Инженера попросили заменить четырёхпролётный крытый мост с деревянными арочными фермами через реку Аллегейни, построенный в 1819 году. Рёблинг быстро составил довольно заурядный для него проект — мост длиной 1036 футов (315 м), с двумя центральными и двумя боковыми пролётами. Два подвесных каната диаметром 7,5 дюймов поддерживали центральную проезжую часть шириной 20 футов (6 м), ещё два диаметром 4,5 дюймов — боковые тротуары шириной 8 футов (2,4 м) каждый.
Мост был закончен в мае 1860 года. В 1881 году в ходе инспекции, которая прошла после произошедшего на мосту пожара, обнаружился существенный недостаток конструкции. Инженер опасался повторения трагедии на мосту Бас-Шен в 1850 году — тогда конструкция обрушилась вследствие коррозии анкерных устройств. Перед тем, как замуровать концы несущих канатов в кирпичную кладку, он погружал их в кипячёную смолу для образования гидроизоляции. Спустя годы лакокрасочное покрытие потрескалось, и часть проводов покрылась пятнышками ржавчины. Инженеры заменили все проблемные участки и модернизировали анкеры таким образом, чтобы к ним был доступ без разрушения кладки. К началу 1890-х годов стало очевидно, что мост не справляется с возросшей интенсивностью движения и прохождением по нему тяжёлых канатных трамваев. По этой причине в 1892 году мост был разобран и на его месте появился новый, более широкий. С 1927 года и по настоящее время на этом месте функционирует еще один мост, названный Роберто-Клемент.

### Бруклинский мост
Рёблинг несколько раз в своей жизни возвращался к идее строительства моста в Нью-Йорке через Ист-Ривер. Ещё в 1847 году он в своём блокноте оставил короткую запись о возможности
создания постоянной переправы через пролив, используя промежуточную опору на острове Блэквелл (ныне остров Рузвельт). В 1852 году инженер вместе с сыном застрял во льдах, пересекая Ист-Ривер на пароме, что возможно также привело его к мысли о необходимости инженерного сооружения.

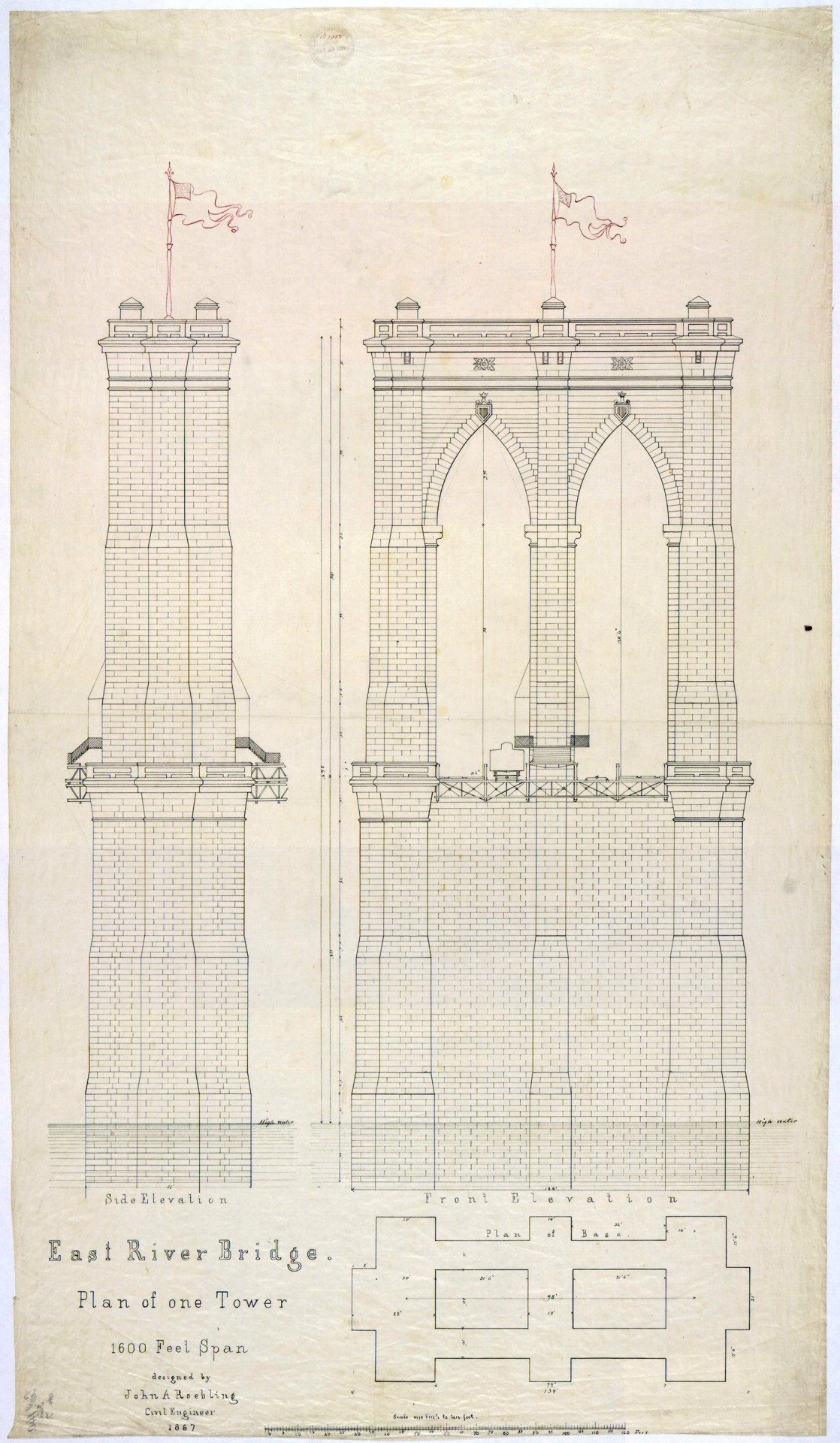
Эскиз опоры моста, представленный Рёблингом в 1867 году

В 1857 году Рёблинг изложил свои идеи в письме своему знакомому Абраму Хьюиту (опубликованы в издании The Journal of Commerce) и затем более детально в газете New-York Tribune. Инженер предложил построить между Нью-Йорком и Бруклином двухъярусный мост общей длиной 5000 футов (1524 м), состоящий из нескольких пролётов и двух промежуточных башен высотой 300 футов (91 м) каждая. Стоимость проекта оценивалась 2 млн долларов, и для окупаемости инженер предложил пустить по нему поезда, ежедневно перевозящие 288 тыс. пассажиров. В легислатуру штата был внесён соответствующий законопроект, однако на тот момент он не нашёл поддержки законодателей.
В начале 1867 года, когда группа влиятельных бруклинских политиков наконец договорилась и выдвинула новый законопроект об учреждении компании с широкими полномочиями New York Bridge Company, имя Рёблинга было у многих на слуху: он только что с триумфом завершил проект по строительству висячего моста между штатами Огайо и Кентукки, внимательно следил за дебатами в Нью-Йорке, и имел собственное представление о техническом решении проблемы. По этой причине представители бизнеса достаточно быстро остановились на кандидатуре Рёблинга, посчитав её безальтернативной. 23 мая 1867 года, вскоре после одобрения Сенатом штата, инженер подписал контракт на проектирование и надзор за строительством моста между Нью-Йорком и Бруклином, в исторической части обоих населённых пунктов. Рёблинг, по сути, получил карт-бланш на выбор конструкции по своему усмотрению, все работы планировалось завершить к июню 1870 года.
Конструкция, задуманная Рёблингом, должна была стать почти вдвое длиннее предыдущей работы инженера, в то время и так самого протяжённого висячего моста в мире. В сентябре 1867 года Рёблинг представил свой генеральный план строительства комплексной переправы между Фултон-стрит в Бруклине и парком Сити-Холл на Манхэттене, согласно которому общая длина моста должна была составить 5862 фута (1786 м). Надводная часть сооружения, состоящая из трёх пролётов — 940, 1600, и 940 футов (соответственно 287, 487 и 287 м) — должна была быть подвешена меж двух каменных башен в форме двойных арок в неоготическом стиле, возведённых посреди реки. Оставшиеся наземные отрезки представляли собой подъезды на каменных опорах, на которых, помимо проезжей и пешеходной части, можно было расположить коммерческие и жилые постройки. Как и в ниагарском проекте, этот мост должен был стать двухуровневым: с железной дорогой и проезжей частью внизу, и пешеходной наверху. Такое расположение позволяло использовать его для неторопливых пеших прогулок на свежем воздухе, без необходимости вдыхать конский навоз.
В отчёте к попечителям Рёблинг представил свой проект следующим образом:

Задуманное сооружение, построенное в соответствии с моим проектом, станет не только величайшим мостом из существующих, но и величайшим инженерным произведением континента и эпохи. Его наиболее примечательная особенность — огромные башни — будут служить ориентирами для соседних городов и будут иметь право считаться национальными памятниками. Будучи великим произведением искусства и успешным образцом передового мостостроения, это сооружение навсегда останется свидетельством энергии, предприимчивости и богатства того сообщества, которое обеспечит его возведение.
Оригинальный текст (англ.)
The contemplated work, when constructed in accordance with my design, will not only be the greatest bridge in existence, but it will be the great engineering work of the continent and of the age. Its most conspicuous feature – the great towers – will serve as landmarks to the adjoining cities, and they will be entitled to be ranked as national monuments. As a great work of art, and a successful specimen of advanced bridge engineering, the structure will forever testify to the energy, enterprise, and wealth of that community which shall secure its erection.
— Выдержка из генерального плана, представленного совету попечителей в 1867 году
Несмотря на одобрение законодателей, получить финансирование проекта удалось только весной 1869 года. К этому времени у сооружения появились новые скептики в профессиональной среде. Критики указывали на беспрецедентную длину моста, предложение заменить железные канаты стальными (в то время этот сплав ещё не утвердился в мостостроении), а также непомерно высокую стоимость — 6,7 млн долларов. Особую озабоченность вызвала необходимость вырыть котлован на дне реки глубиной не менее 100 футов (30 м) и заложить в нём фундамент — такую работу ранее никто не выполнял. Чтобы развеять сомнения, по предложению Рёблинга была создана комиссия из семи ведущих инженеров страны, которая в итоге согласилась с его доводами.

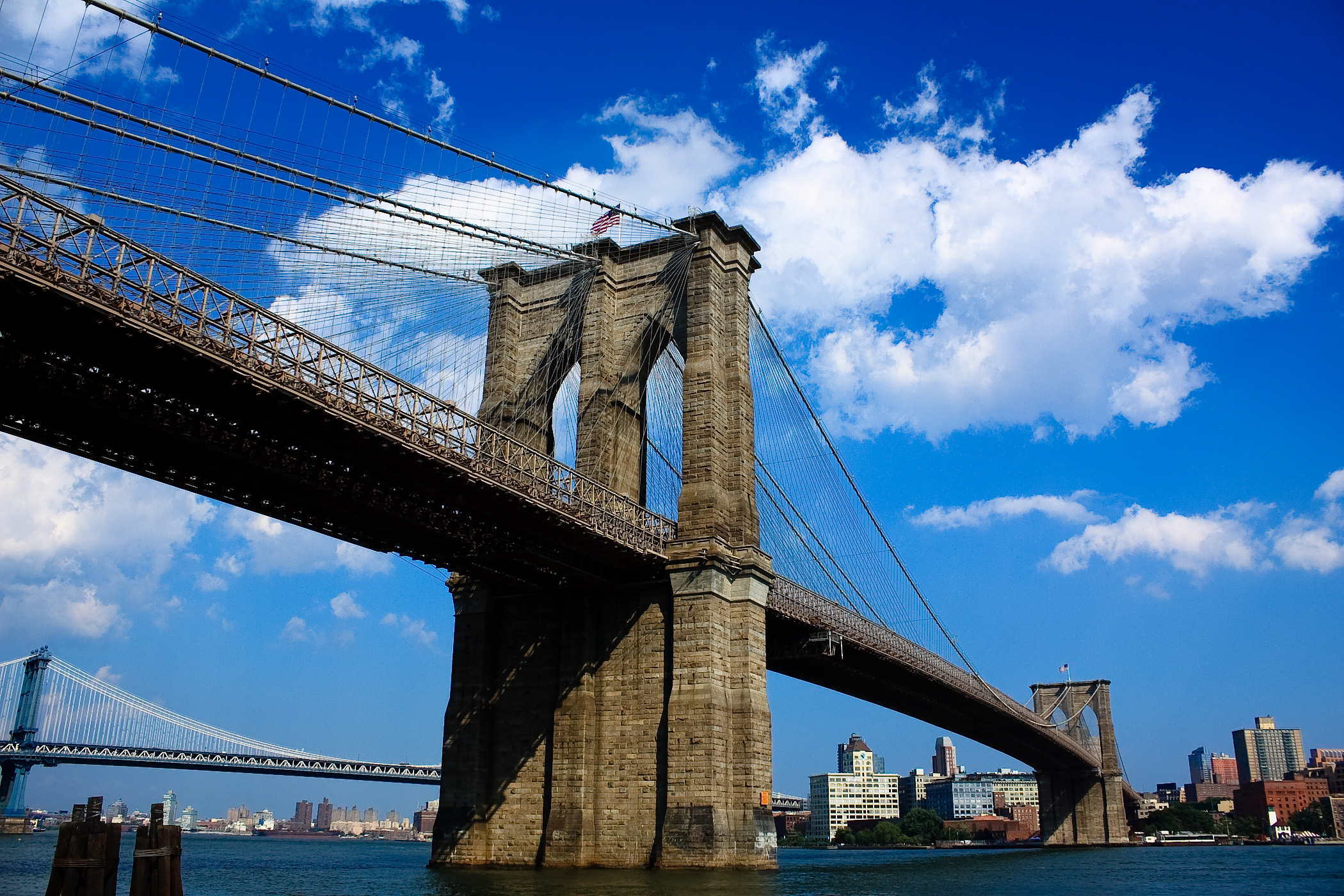
Бруклинский мост, современный вид

Летом 1869 года, когда все бюрократические процедуры были закончены, Рёблинг ежедневно проводил время на месте будущего строительства, делая последние приготовления. 28 июня он стоял на краю причала в Бруклине, когда в пристань внезапно врезался паром. Оградительные сваи, призванные смягчить удар, пришли в движение и сдвинули с места балку, на которой только что стоял Рёблинг, а та в свою очередь ударила инженера по ноге, почти полностью оторвав пальцы. Инженера немедленно отнесли в близлежащую турецкую баню, а затем в дом Вашингтона, где он занялся водолечением. Врачи произвели ампутацию пальцев и заявили прессе, что инженер скоро сможет вернуться к работе. Однако у Рёблинга произошло заражение столбняком и он скончался у себя дома в бруклинском районе Бруклин-Хайтс спустя три недели после происшествия, 22 июля 1869 года.
Строительство Бруклинского моста продолжалось с 1870 по 1883 год. После главного инженера занял его старший сын Вашингтон, который по ходу дела вносил собственные изменения в первоначальный проект.

## Личная жизнь и потомки

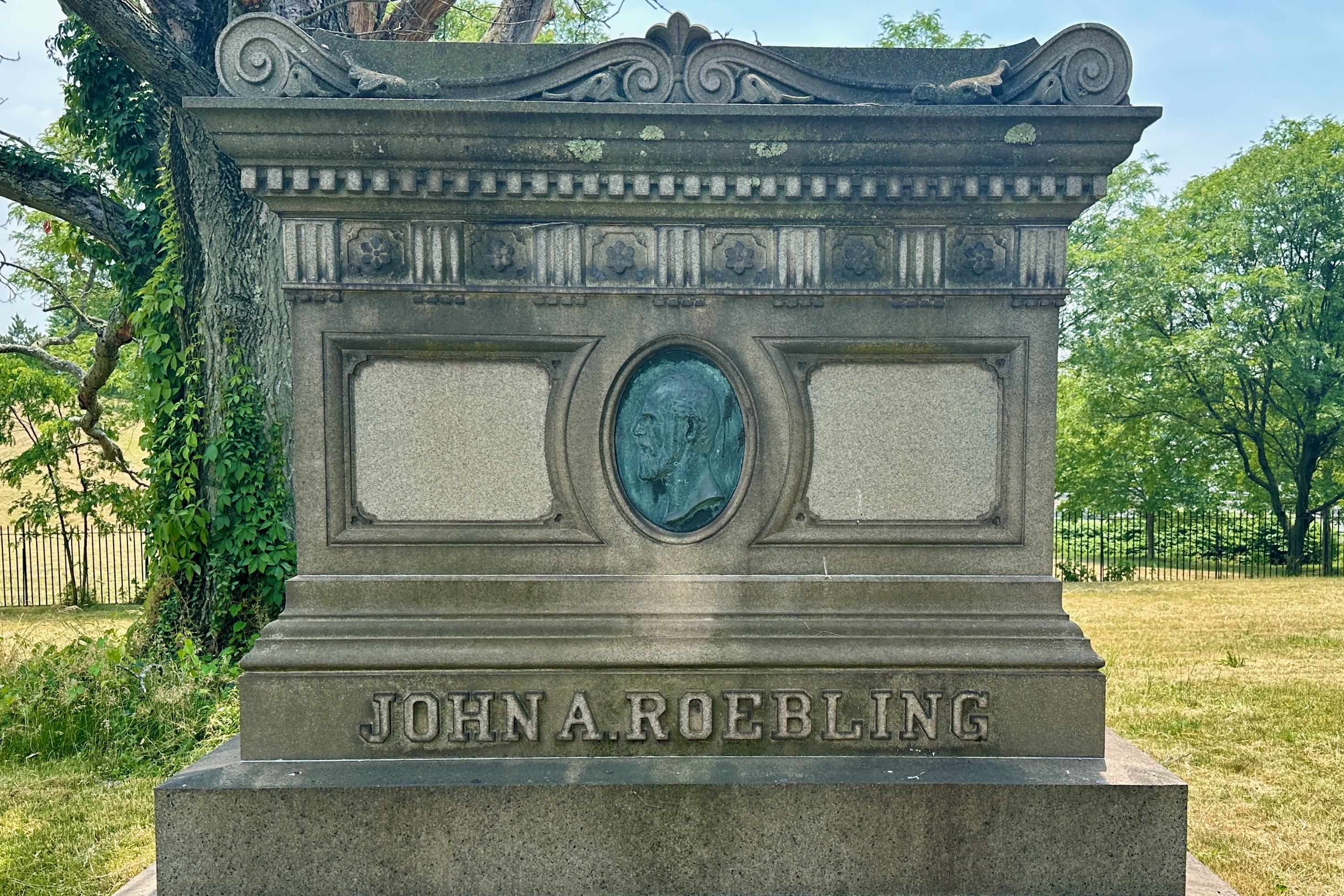
Могила Джона Рёблинга на кладбище Riverview в Трентоне

Джон Рёблинг был дважды женат. Первой супругой инженера в 1836 году стала Йоханна Хертинг (Johanna Herting, 1817—1864) — старшая дочь земляка, эмигранта из Мюльхаузена, портного, жившего по соседству в Саксонберге. У пары было 9 детей, 7 из которых дожили до совершеннолетия: Вашингтон (Washington August, 1837—1926), Ханна (Hannah, 1838), Лора (Laura Adelheid, 1840—1873), Фердинанд (Ferdinand William, 1842—1917), Эльвира (Elvira Amalia, 1844—1871), Жозефина (Josephine Eleanora, 1847—1934), Чарльз (Charles Gustavus, 1849—1918), Эдмунд (Edmund, 1854—1930) и Уиллиам (William Elderhorst, 1856—1861). Овдовев, Джон Рёблинг в 1865 году женился снова, на этот раз на Эмили Уоррен (Emily Warren, 1843—1903).
Старший сын Вашингтон получил инженерное образование в Политехническом институте Ренсселера, после чего ассистировал отцу в нескольких его проектах. После смерти отца назначен на должность главного инженера при строительстве моста Нью-Йорк — Бруклин (Бруклинский мост). Он, а также ещё два сына Джона Рёблинга — Фердинанд и Чарльз — возглавили бизнес отца в Трентоне (первый занимался изобретением и внедрением технологий, второй промышленным производством, третий финансовыми вопросами). К 1915 году, когда Чарльз, последний из них, скончался, капитализация предприятия в сравнении с 1869 годом выросла в 240 раз. Небольшой завод вырос до промышленного гиганта, на котором одновременно трудились тысячи рабочих. В частности, построив сталелитейный завод в Нью-Джерси, Чарльз основал на этом месте населённый пункт Рёблинг. Единственный сын Чарльза Вашингтон, бизнесмен и конструктор автомобилей, погиб на Титанике.
Несколько членов семьи Рёблингов, включая Джона, похоронены на кладбище Riverview в Трентоне, Нью-Джерси.